# Procrastination
Pour le roman, voir Procrastination (roman).

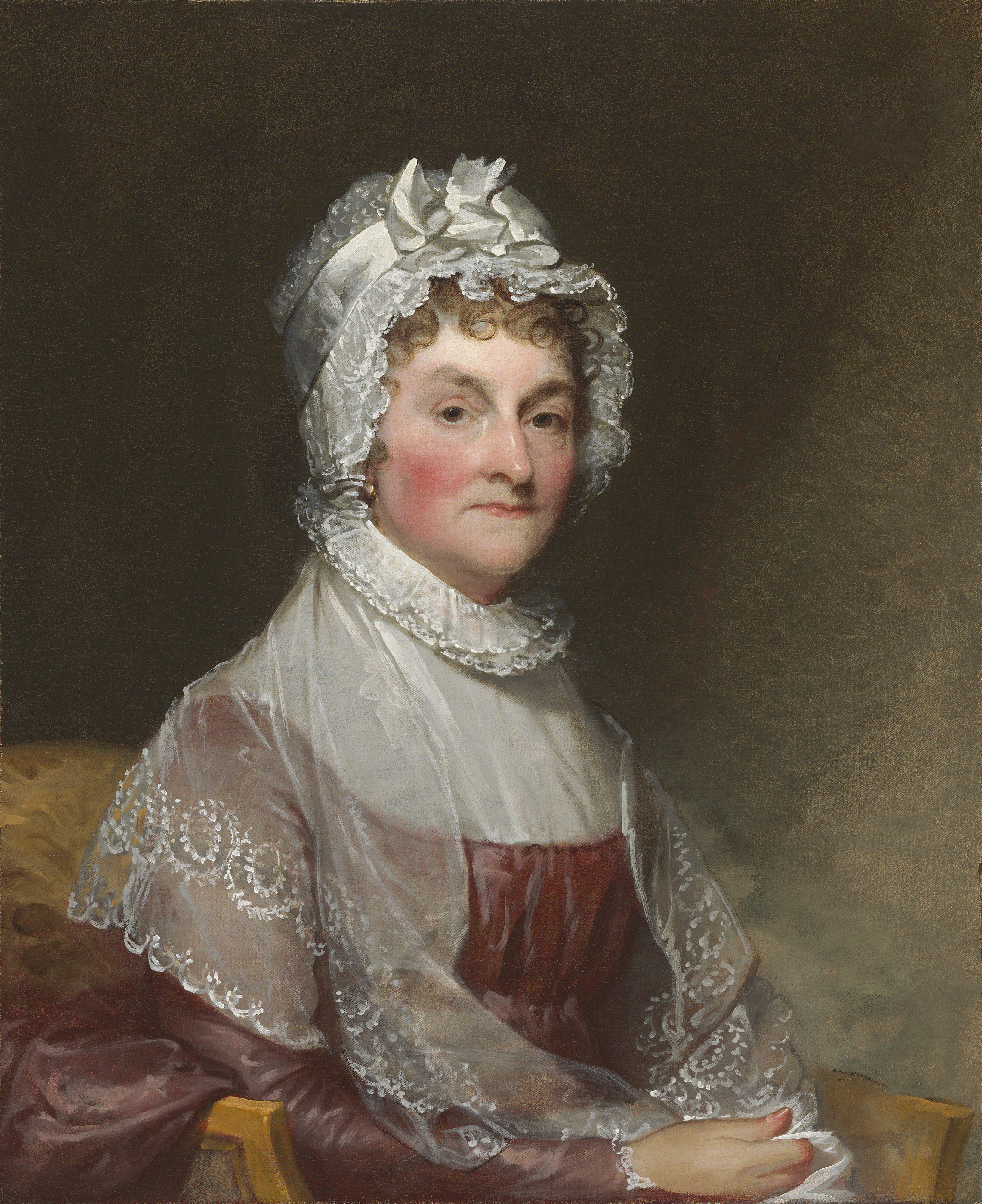
Gilbert Stuart remit durant quinze ans l'achèvement de ce portrait d'Abigail Adams.

La procrastination (du latin pro « en avant » et crastinus « du lendemain ») est une tendance à remettre systématiquement à plus tard des actions, qu’elles soient limitées à un domaine précis de la vie quotidienne ou non. Le « retardataire chronique », appelé procrastinateur, n’arrive pas à se « mettre au travail », surtout lorsque cela ne lui procure pas de satisfaction immédiate.

## Origine
Procrastiner vient du mot latin « procrastinare » qui signifie « remettre au lendemain », et partage également l'étymologie du terme grec « akrasia », qui signifie « agir à l'encontre de son meilleur jugement ».

## Profil et comportements types
Être un retardataire chronique ne signifie pas ne rien faire. Au contraire, le sujet peut être pris d’une véritable frénésie d’activités (aller faire les courses, entamer un grand ménage de printemps, repeindre les volets, prendre des nouvelles de la grand-mère, faire de la maintenance informatique, etc.), tant que celles-ci ne possèdent aucun rapport avec la tâche problématique.

## Psychologie
Les causes psychologiques de procrastination sont toujours sujettes aux débats. Par étude clinique, il y aurait une connexion avec l'anxiété et une faible estime de soi. D'un autre côté, par étude méta-analytique, l'anxiété et le perfectionnisme n'ont aucune connexion ou, au mieux, une connexion extrêmement faible avec la procrastination. À la place, la procrastination est fortement connectée avec un manque de confiance en soi (par exemple l'impuissance apprise), l'ennui et l'apathie. La plus forte connexion avec la procrastination, cependant, est l'impulsivité[Comment ?].
Selon le psychologue Walter Mischel de l'université Stanford, qui a mené des expériences dans les années 1960, ce phénomène est principalement dû à un manque d'apprentissage de la maîtrise de soi. Selon lui, et quelques autres universitaires à sa suite, on peut apprendre la maîtrise de soi « vite et bien », ce qui est le cas des enfants, lorsque les parents les guident dans cet apprentissage,.
René Le Senne distingue, en caractérologie, le sous-type actif, qui fait ce qu'il doit faire indépendamment du plaisir qu'il y trouve, du sous-type émotif, qui agit seulement quand il est porté par l'enthousiasme, et sur ce qui lui apporte des satisfactions immédiates. Le groupement « E nA » (émotif-non actif) peut donc donner une apparence trompeuse d'activité pour un domaine donné, tandis que le groupement nE nA sera le plus propice à la procrastination.
Pour Sigmund Freud la procrastination est un problème de l'égo lié à un manque de confiance en soi : c'est la crainte de l'échec qui entrave l'action. Pour d'autres spécialistes, c'est au contraire l'excès de confiance qui explique la procrastination : le procrastineur se met au travail à la dernière minute, surestimant ses capacités. D'autres analyses sont également contradictoires, avec notamment la théorie que l'optimisme explique la procrastination, avec l'anticipation que dans le futur la motivation viendra, ou à l'inverse que le pessimisme est l'explication : l'anticipation exagérée d'une souffrance au travail conduit au report de l'engagement, par peur.
L'explication la plus en vogue en 2023 serait liée à l'émotion : les procrastineurs sont mal dans leur peau et travailler rend leur situation encore plus pénible, ce qui entraîne à chercher des plaisirs faciles, comme regarder des vidéos sur internet. La procrastination est simplement liée à l'absence de désir : il serait logique de commencer le travail en temps voulu, mais, comme l'ont démontré deux prix Nobel, Richard Thaler et Robert Shiller, l'être humain n'est pas complètement rationnel. Socrate, selon Platon, a affirmé que l'akrasia — c'est-à-dire « agir à l'encontre de son meilleur jugement » — n'existe pas car il n'existe pas de « meilleur jugement » : l'action est seulement la preuve d'une motivation, d'un désir, et qu'en son absence, il vaut mieux songer à un changement d'action, notamment un changement de métier.
La procrastination ne se limite pas à un simple report d’activité : elle implique un « retard volontaire, irrationnel et souvent contre-productif ». Cette distinction est importante, car toutes les formes de délai ne relèvent pas de la procrastination. Le chercheur Piers Steel précise que la procrastination survient même lorsque la personne est consciente que ce report aura des conséquences négatives, mais choisit malgré tout d’agir autrement, généralement en raison d’un conflit entre motivation immédiate et objectifs à long terme.

## Neurologie
Une étude parue en 2022 établit un lien entre la pénibilité, le délai et la récompense pour des tâches fastidieuses ; elle montre que le cerveau des personnes qui procrastinent dévalue la pénibilité d'une tâche si elle est remise à plus tard, mais que la récompense n'est pas dévaluée. À l'inverse, les personnes ne procrastinant pas ne voient pas la tâche comme moins pénible, mais moins gratifiante, en la réalisant rapidement.
La zone du cerveau impliquée dans ce processus serait le cortex cingulaire antérieur, qui établit un calcul coût-bénéfice lorsqu'il est confronté à un choix de repousser ou non une tâche.

## Génétique
L'héritabilité de la procrastination a été démontrée grâce à des études sur des jumeaux expliquant les liens entre impulsivité et procrastination. Elles ont notamment montré que :
- la procrastination est un trait héritable ;
- l'impulsivité et la procrastination partagent une variabilité génétique importante ;
- la capacité de gestion des objectifs est une composante importante de cette variation.

## Procrastination scolaire
Différentes études tendent à montrer que des étudiants en phase de stress développent la procrastination et ont tendance à avoir une « addiction à l'internet »,,,,.

## Fréquence
En 2023, Slate indique que la procrastination augmente : selon une étude du professeur canadien Piers Steel, les personnes se considérant comme procrastinateurs représentent 5 % de la population en 1978 à 26 % en 2007 ; et la procrastination a probablement augmenté ensuite ; d'après les scientifiques, la procrastination est liée au fait de pouvoir se distraire, et le niveau de distraction a beaucoup augmenté en 15 ans, notamment via internet. Slate suggère même que la procrastination est devenue un problème collectif, si l'on considère que les efforts qui devraient être réalisés pour endiguer le réchauffement climatique sont repoussés à plus tard.

## Journée mondiale de la procrastination
Le 25 mars est la « journée mondiale de la procrastination » lancée en 2010 par David d'Équainville, fondateur de la maison d'édition Anabet,.

## En littérature
- La procrastination est le symptôme de l'oblomovisme, thème principal d'Oblomov, d'Ivan Gontcharov.
- Un leitmotiv dans le fameux Journal intime d'Henri-Frédéric Amiel : « […] Je ne lis toujours rien, sauf les journaux, et je ne trouve le temps pour rien. Une immense paresse engourdit de plus en plus mon être, et la procrastination du vieux professeur réduit à zéro ma vie utile. Toujours ni but, ni volonté, ni plan, ni énergie, ni espérance ; vie au jour le jour et à vau-l’eau[19]. »
- L'expression est utilisée par Marcel Proust dans À la recherche du temps perdu : « Les difficultés que ma santé, mon indécision, ma « procrastination », comme disait Saint-Loup, mettaient à réaliser n'importe quoi, m'avaient fait remettre de jour en jour, de mois en mois, d'année en année, l'éclaircissement de certains soupçons comme l'accomplissement de certains désirs[20]. »
- La version française de l'un des tomes des Annales du Disque-monde de Terry Pratchett s'intitule Procrastination.
- Élisabeth Canitrot, La Tentation du lendemain (2010).
- Le philosophe John Perry a publié en 2012 un essai intitulé La Procrastination : L'Art de remettre au lendemain[21].
- Le premier chapitre de La Conscience de Zeno d'Italo Svevo traite du rapport entre son héros et le tabac. Il est ainsi question de sa résolution reconduite de jour en jour d'arrêter de fumer dès le lendemain et donc de procrastination.

#### Ouvrages
- Jane B. Burka et Lenora M. Yuen, Pourquoi remettre à plus tard ?, trad. par Brigitte Fréger, Montréal, Le Jour, 1987  (ISBN 2-89044-372-8).
- Rita Emmett, Ces gens qui remettent tout à demain, trad. par Normand Paiement, Montréal, Éd. de l’Homme, 2001  (ISBN 2-7619-1589-5).
- Stéphanie Hahusseau, Comment ne pas se gâcher la vie, Paris, Odile Jacob, 2003  (ISBN 2-7381-1276-5).
- Bruno Koeltz, Comment ne pas tout remettre au lendemain, Paris, Odile Jacob, 2006  (ISBN 2-7381-1710-4).
- (en) Neil A. Fiore, The now habit : a strategic program for overcoming procrastination and enjoying guilt-free play, éd. revue, New York, Penguin, 2007  (ISBN 978-1-58542-552-5) [la 1re éd. date de 1989].
- Kathrin Passig et Sascha Lobo, Demain, c'est bien aussi : apprendre à gérer sa vie sans aucune discipline personnelle, trad. par Amélie de Maupeou, Paris, Anabet Éd., 2010  (ISBN 978-2-35266-064-4).
- Piers Steel, Procrastination : pourquoi remet-on à demain ce qu'on peut faire aujourd'hui ?, trad. par Pascal Loubet, Paris, Éd. Privé, 2010  (ISBN 978-2-35076-102-2).
- John Perry (trad. de l'anglais par Myriam Dennehy), La Procrastination : L'Art de reporter au lendemain [« The Art of Procrastination: A Guide to Effective Dawdling, Lollygagging and Postponing »], Paris, Autrement, coll. « Les grands mots », 2012, 136 p. (ISBN 978-2-7467-3341-1 et 978-2-7467-3378-7, lire en ligne).
- Monique Richter, Aujourd'hui (et non demain), j'arrête de procrastiner ! : plan de bataille pour se réaliser, Paris, Éd. First, 2015  (ISBN 978-2-7540-7254-0).
- Ludwig Petr, En finir avec la procrastination, Paris, Maxima, 2016  (ISBN 978-2-84001-865-0).
- Diane Ballonad Rolland, J'arrête de procrastiner ! : 21 jours pour arrêter de tout remettre au lendemain, Paris, Eyrolles, 2016  (ISBN 978-2-212-56279-8).

#### Articles
- (en) Ted O'Donoghue et Matthew Rabin, « Doing it now or later », The American Economic Review, vol. 89, no 1,‎ mars 1999, p. 103-124 (JSTOR 116981).

### Filmographie
- On verra demain : Excursion en Procrasti-Nation (2019), série de films de la chaîne Arte portant sur la procrastination, faisant intervenir une pluralité d’invités dont l’historien Pascal Ory [voir en ligne].

#### Bases de données et dictionnaires
- Informations lexicographiques et étymologiques de « procrastination »  dans le Trésor de la langue française informatisé, sur le site du Centre national de ressources textuelles et lexicales

- Ressource relative à la santé :   - Medical Subject Headings
- Ressource relative à la recherche :   - JSTOR
- Notices dans des dictionnaires ou encyclopédies généralistes :   - Brockhaus
  - Den Store Danske Encyklopædi
  - Nationalencyklopedin
  - Store norske leksikon
- Notices d'autorité :   - BnF (données)
  - LCCN
  - GND
  - Israël
  - Tchéquie